# 少年野球
少年野球（しょうねんやきゅう）は、一般的に、小学生の行う軟式野球を指すことが多いが、本来は「学童野球」が正しい呼称であり、全日本軟式野球連盟の正確なカテゴリーとしては「少年野球」は中学生が対象である。
ここでは小中学生の行う硬式・軟式野球全般を扱う。なお、軟式野球は日本発祥であり世界的には極一部の国でしか普及していないため、海外では基本的に中学校以下の年代より硬式で行われている。

## 各年代の少年野球

### 中学生(U-15)
- 硬式野球

学校の部活動チームは極めて稀で、ほとんどがクラブチームである。老舗のリトルシニア、ボーイズリーグほか、ヤング、ポニー、ブロンコ、フレッシュの5団体6リーグがあり、これらを日本中学硬式野球協議会がまとめている。日本一を競う全国大会は、毎年8月東京で行われる全日本中学野球選手権大会 ジャイアンツカップ（2007年よりそれまでの交流大会から正式な全国大会となった）。2023年より前述の5団体の選手権優勝チーム同士により統一王者を決めるエイジェック盃グランドチャンピオンシリーズ甲子園大会を開催。
国際大会はWBSC U-15ワールドカップ。日本代表の編成主管は日本中学硬式野球協議会。ほか、各リーグで世界大会や国際親善試合等が行われている。
- 軟式野球

学校の部活動で行う場合と、地域のクラブチームで行う場合の2通りあり、前者の全国大会が全国中学校軟式野球大会（全中）、後者の全国大会が全日本少年軟式野球大会（全日本）で、いずれも8月に開催されている。なお、後者の大会に中学校の部活動のチームが出場する場合は「○○中学校クラブ」として出場する。また、11月には全国中学生都道府県対抗野球大会があり、こちらは基本的に中学3年生による各都道府県の選抜チームが出場する。
国際大会はBFA U-15アジア野球選手権。この大会にはKボールが使用される。日本代表の編成主管は日本中学生野球連盟。
- 海外

北アメリカではプロやカレッジ同様のシーズン制が採られており、シーズン前にトライアウトを実施、技量別にクラスを分けるのが一般的である。

### 小学生(U-12)
- 硬式野球

リトルリーグ、ボーイズリーグなど中学と同じ6団体。連盟によって離塁の規則、用具規定、塁間距離が異なることもあり、中学年代のような全連盟での交流大会は長らく開催されていなかったが、2010年になって初めての交流大会「全国小学生硬式野球交流大会（アンダーアーマーカップ）」が開催された。
国際大会はWBSC U-12ワールドカップ。日本代表の選考方法は全日本合同トライアウトが実施されている。ほか、各リーグで世界大会や国際親善試合等が行われている。
- 軟式野球

学童野球とも言う。全国大会は、高円宮賜杯全日本学童軟式野球大会と、エンジョイ！軟式野球フェスティバルの2大会。前者は47都道府県（東京、北海道は2チーム）と開催地（新潟）、前回優勝チームの計51チームが参加。後者は地域ブロック代表15チームと開催地のチームを加えた16チームが参加する。チームの活動形態は、地域のクラブチーム（スポーツ少年団など）と、学校単位に分かれる。チームによっては、家族参加型のキャンプや合宿その他の行事を行うところもある。学童野球チームには最初から大型大会出場を想定していないことなどから全日本軟式野球連盟に登録されていないチームも多数存在する。
国際大会はBFA U-12アジア野球選手権。この大会にはKボールが使用される。日本代表の選考方法は全日本合同トライアウトが実施されている。

## 少年野球の問題点
日本スポーツ協会は少年スポーツについてスポーツを通じた心身の健全育成を第一目標としており、スポーツ少年団とその団員および家族などに、次のような社会活動へも積極的に参加するよう呼びかけている。
- 団員相互・親・地域住民との合同活動
- 地域住民とのコミュニケーション向上を目的とした活動
- 地域の事業・行事への積極参加
- 町内清掃などの奉仕活動

このように、日体協としては勝利が全てではないといった啓蒙活動を続けているが、現実には様々の問題が存在しており、以下にその問題点を挙げる。

### 指導者の問題
学童スポーツ共通の問題として、勝敗に固執するあまり「スポーツを通じた心身の健全育成」の目的を大きく逸脱した指導者も珍しくない。およそ叱咤激励とはかけ離れた罵声を浴びせるなど、学童スポーツの大会会場に出向けばしばしば目にする光景である。また、学童期の心身の事や、ケガ・熱中症などに関かわる知識不足及び不注意のために、選手に故障を多発させたり、あるいは最悪の場合には死亡事故を招く例もあり憂慮されている。ただし、日本体育協会もこの事は大きく問題にしているようで、スポーツ少年団認定指導員養成講座では、テキストの6割以上ものページをこれらの事に割いて注意を促している。だが、スポーツ少年団組織にて活動していないチームの指導者には、この講座の受講義務はなく、前述のような問題が発生する場合がある。
現在、少年野球の全ての指導者に対して、指導者としての公的なライセンスの取得、あるいは指導者講習の受講が義務づけられているわけではない。指導者向けライセンス制度のあるサッカーやバスケットボールといった競技、指導者向け講習会を実施する柔道などの武道に比べると、少年野球の指導者資格制度は十分に機能していない。
また、練習中の事故については、過去の裁判例において、練習及び試合中に発生した事故について明らかな過失が認められた場合には指導者責任が問われたケースがあり、たとえ「どんな事故が起っても絶対に訴えません。」等という事前の免責同意書を少年達の親からとっていたとしても、このような同意書は民事第九〇条の公序良俗違反で無効とされている。
悪質な指導者の言動の例
- ミスをした選手に、「何年やってんだよ！」
- チャンスで凡退した選手に「あれほどライナーを打てといっただろう！」
- 「教えなくても出来て当然」といった考えを持っており、出来ない選手に罵声、怒声を浴びせる。
- 結果が全てで、過程の評価を下さず、選手に失敗から学ばせようという姿勢が欠落している。
- 「点が入ったのはお前のせいだ」、「負けたのはお前のせいだ」といった暴言を吐き、ミスをした選手を起用したのは指導者であり、指導したのもまた自身であるという視点が欠落している。
- 挨拶や礼儀、道具の整理整頓といった事は指導しない。
- 「お前しかピッチャーはいない。イタイだ、カユイだ言うな！」などと選手の健康への配慮をしない。
- 短い時間の間に同じ失敗を繰り返している選手に対して、叱ったり諭したりする事はなく最終的に出来た時にのみ褒める（この弊害は指導者・保護者に共通する問題に記述）。

### 保護者の問題
学童スポーツの世界にも、優良な指導者などに対して無理難題を要求する保護者が存在する。具体的には「なぜうちの子は使われないのか」等の選手起用に関する苦情や、「あの場面ではスクイズだろう」といった采配面でのクレーム、また、勝利至上主義的な要求をするなど様々である。こうした保護者の存在は指導者の行動、思考にも少なからず影響を与えるため、前述の「指導者の問題」は指導者個人の資質以外に、こういった保護者の存在が内包されている事を一因として発生するケースがある。こういった者は指導者に対し、「どうせ好きでやっているんだろう」との思い込みから、「子供の面倒を見てもらっている」という感謝の念の欠如や、「自分の子の事は誰よりもよく分っている」といった思い込みにより、「当該スポーツに関しては、指導者と過ごす時間の方が、親と過ごすそれよりも圧倒的に多い」という事実が思考から欠落している事と「指導者はあらゆる要素を考慮して行動する」との視点を持たないために、ある一面のみを大きく問題として取り上げ、チーム全体の和を乱すような言動をとる。このような保護者の存在は、指導者などの意欲を大きく削ぐ原因となる。また、自分の競技経験から来る思い込みにより、大人と学童スポーツとを混同し、その違いを理解していない事を原因とするケースも見受けられる。
悪質な保護者の言動の例
- 相手チームの選手（子供）に大声で野次を飛ばす。
- 打撃不振がつづくある選手にスクイズをさせて失敗した。試合後「うちの子は打撃が得意なのになぜ打たせなかった」と周囲に騒ぎ立てる。
- 審判の判定に対して大声で批判する。これは子供の教育上好ましくない事は当然として、学童スポーツは公式審判員以外にも、保護者がボランティアで参加している場合が多く、そのような批判はボランティアの参加意欲を低下させ、以後の大会運営に悪影響を与えるといった思慮がない。
- ある監督が試合後、一人の男性に呼び止められ「あの投手はフォームを改造したほうが言い」「あの2人はボジションを入れ替えたほうがいい」「もっと走り込みをさせたら？」などと進言された。その人物と別れたのち、別の保護者から「○○君のお父さんです」と聞かされ驚いた。
- 指導者や他の保護者への的はずれの批判を声高に訴え、周囲に賛同を求め、全体の和を乱す。
- 当然「悪質な指導者の例」と、共通の言動を行う者も存在する。

### 指導者・保護者に共通する問題
ここでは主に、指導者・保護者を問わず子供を取り巻く周囲の大人の問題に言及する。
- 競技力向上を望んではいるものの、基本的なスキャモンの成長発達曲線[6][7][8][9]の原則を無視しているか存在すら知らない。このことは合理的な練習が出来ず競技力向上が望めないばかりかその将来にも悪影響があるとされる。例えば本来学童期においては技術練習などの「動き」を習得することが得意な年齢であり、持久力や筋力の向上には適さない年代であるにもかかわらず効果の薄い「走りこみ」などと称する持久走に多くの時間を割いたり、腕立て伏せなどの筋力トレーニングを課したりする（学童期に行う筋力トレは最終身長に影響があるとされる[10] ）。
- 学童期においては多くのスポーツに関ることが有益で、学童期から一つのスポーツに固執したり専門化に執着するとバーンアウトの可能性が高まったり、将来の技術矯正の幅が狭まる[11]とされるにもかかわらず、他のスポーツを並行して行う子の親に対して「あれこれさせるのは子供がかわいそう」「他のスポーツをすると野球の上達が遅れる」などといった、大人と学童期との生理的・精神的・身体的な違いに対する無理解からくると思われる言動を行う。
- 褒め過ぎることの弊害に対する無理解があると思われる大人も存在する。集中力を発揮すれば成功する確率の高いプレーにおいて、短時間に同様な失敗を繰り返している選手に対して叱ることなく成功した時にのみ褒めるように指導した場合には、その選手は適当なストレスを感じにくいために練習中に注意散漫になったり、試合でそのプレー中に集中力が発揮しにくくミスをする傾向が高いとされる上、やがて褒められることに慣れてしまいモチベーションの向上や維持といった大人が期待するような効果が徐々に得られなくなるといった悪影響や、褒められることをモチベーションとしていた子供は早期にバーンアウトしやすい傾向があるという。
- 米を大量に食べる「食トレ」の強要。よく少年野球の「食トレ」に導入される「夕食に米3合」というメニューは科学的根拠がなく、無理に食べさせると下痢や胃腸障害のリスクもある。小学生の頃から体格に拘るのは勝利至上主義だという趣旨の指摘もある[12]。

以上の事は日本体育協会以外でも、著作の題材になるなど問題視されており、さらなる啓蒙活動が必要と言った意見もある。近年は少年野球の競技人口は減少傾向にあり、2018年には筒香嘉智が自主トレ中に少年野球の現状を訴える異例の会見を行っている。

### 投手の身体的負担
平成27年、全日本野球協会や日本整形外科学会などが全国の小学生チーム硬式・軟式合わせて1万人以上を対象に肩・肘の痛みについて調査した結果、投手経験者の半数以上が痛みを感じたことがあると分かった。球数が多くなる、ポジションの兼任などの選手ではその傾向は強くなっている。
事故
2014年、金沢市で活動する中学硬式野球クラブで8月下旬、石川県志賀町野球場で午後のバント練習で成功率が低かったことを理由に監督からランニング（罰走）を命じられた2年の男子生徒（当時13歳）が練習中に倒れ救急搬送、搬送先病院で重度の熱中症と診断される。脳にダメージを負ったために男子生徒は視力、肝機能の著しい低下、臓器不全、運動障害、意識障害、幻覚、痙攣などの後遺症を患い退院後も投薬とリハビリ治療の生活を送る。
生徒の親は、監督らが注意義務を怠ったとして、業務上過失致傷容疑で石川県警に被害申告。
同クラブは保護者らに説明会を開いて謝罪と再発防止策などを伝えた。代表の男性は「責任を感じている」とした上で、「練習中はこまめに水分を取らせていた。指導に問題はなかった」と話した。

## 競技人口の減少
学童野球は2022年時点で急速な競技人口の低下に悩まされ、一例として神奈川県では2015年に2000チームあったのが約500チームに減少しているという報告がある。
慶應義塾高等学校で監督を務めた経験のある上田誠は、少年野球の人口低下の要因について①試合過多（1年間に200試合以上しているチームがあり、ローカル大会への規制がない）②スポーツ障害の増加（小学生でトミージョン手術もあり、スポーツ医学の知識が指導者に乏しい）③指導者の旧態依然とした指導（罵声や長時間練習）④野球用具の高騰（ビヨンドマックスのバットが約4万円。他競技の2～3倍の費用）⑤お茶当番などの保護者の関わり方が時代遅れ⑥勝利至上主義（すべてトーナメント、同じ選手ばかりが出場する）⑦他競技の上手な振興策（サッカーやバスケット、バドミントン）に遠く及ばない、などを挙げている。
藤川球児は自身のYouTubeチャンネルに公開した動画で「昔は多少広い公園なら野球ができるようにバックネットが用意されていたが、今はそのような公園はほとんどなく、そもそも野球をする環境・場所がない」「金銭面・稼働面でも保護者の負担が大きく、練習と試合で丸1日保護者が拘束され、野球道具も少子化の影響で高騰している」とSNSで意見を寄せ集めてまとめていた。
一方で里崎智也は「野球人口低下はあくまで非主流派の少年野球や中学軟式で、軟式にしても都心部はチームは減っていない」と、小中学生そのものの野球離れは否定している。